# Eumerus ferulae
Eumerus ferulae är en tvåvingeart som beskrevs av Stackelberg 1965. Eumerus ferulae ingår i släktet månblomflugor, och familjen blomflugor.
Artens utbredningsområde är Uzbekistan. Inga underarter finns listade i Catalogue of Life.